# Who Wants to Be a Millionaire?

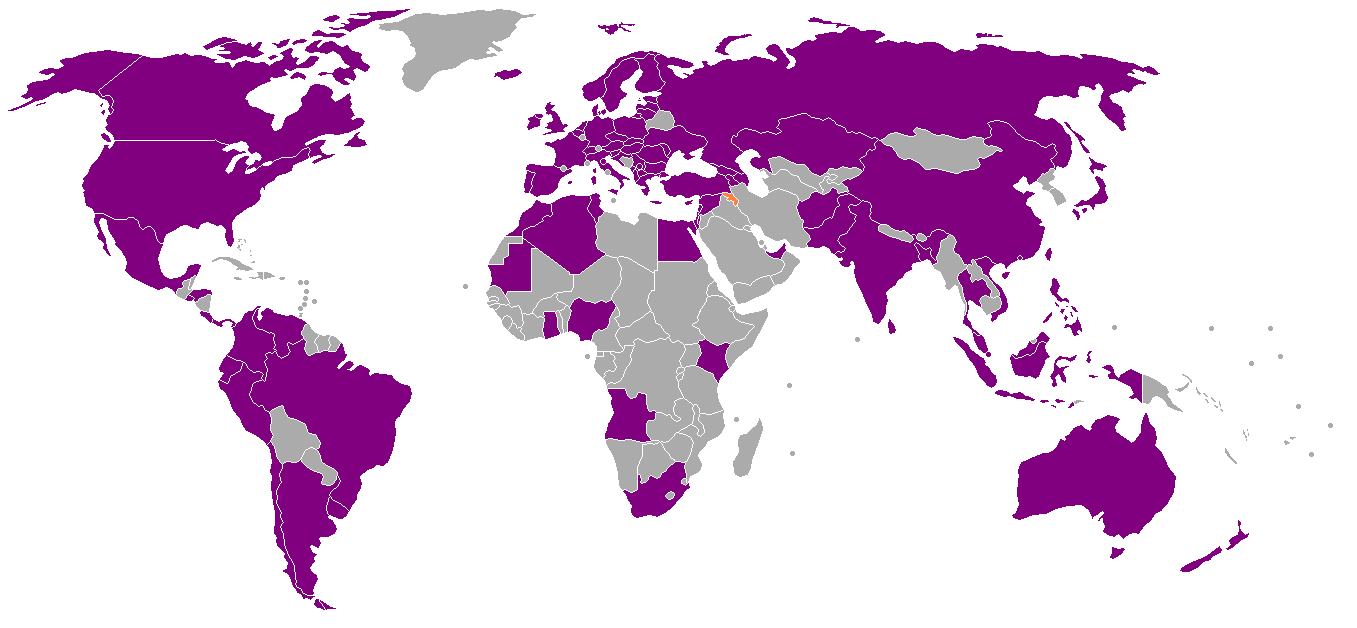
Staaten mit einer eigenen Version von Who Wants to Be a Millionaire?

Who Wants to Be a Millionaire? ist eine Quizsendung, die erstmals 1998 im Vereinigten Königreich auf dem Privatsender ITV 1 ausgestrahlt wurde. Das Programm wurde von der britischen Fernsehproduktionsfirma Celador entwickelt, befindet sich aber mittlerweile im Besitz der niederländischen Rechtehandelsfirma 2waytraffic – einem Tochterunternehmen von Sony Pictures Entertainment – nachdem Celador ihr gesamtes Repertoire an Fernsehformaten einschließlich Who Wants to Be a Millionaire? in einem Bieterwettbewerb meistbietend für 106 Millionen britische Pfund verkauft hat.
Fernsehanstalten oder Produzenten in über 100 Staaten haben Format- und Ausstrahlungsrechte an diesem Sendungsformat bei 2waytraffic lizenziert. Die regionalen Töchter der niederländischen Firma Endemol produzieren dieses Sendungsformat in Lizenz für Österreich, Belgien, Deutschland, die Niederlande, Italien, Polen, Portugal und für die Schweiz. In Deutschland läuft die Sendung unter dem Namen Wer wird Millionär? bei RTL, in Österreich beim ORF als Die Millionenshow.
Das Aussehen der Sendung ist überall gleich. Aufbau und Design des Studios, Musikeinspielungen, wiederkehrende Kameraschwenks und -fahrten sowie Lichtsetzung sind genau in der sogenannten Produktionsbibel vom Lizenzgeber festgelegt und dürfen von den Lizenznehmern nicht eigenständig verändert werden.

## Bewerbung, Ablauf und Spielregeln
Wer als Kandidat in die Sendung möchte, kann sich per Internet, telefonisch, per Postkarte oder per SMS bewerben. Es können sich auch körperlich behinderte Menschen bewerben. Die Redaktion wählt Bewerber aus und kontaktiert diese dann telefonisch. Jeder bekommt sowohl Quizfragen als auch persönliche Fragen zu privatem Umfeld, Hobbys, Beruf und Bildungsgrad gestellt. Wer in dieser Castingrunde weiterkommt und an der Sendung teilnehmen möchte, muss kurzfristig ein aktuelles Porträtfoto von sich, eine Kopie des Personalausweises sowie persönliche Angaben und Auswahlgründe der Begleitperson als auch der drei Freunde/Bekannten als Telefonjoker an die Castingredaktion der Produktionsfirma Endemol senden. Erst danach erhält man einen endgültigen Bescheid über die Teilnahme. Den eigentlichen Mitwirkendenvertrag, der zwischen der Produktionsfirma Endemol und dem Kandidaten geschlossen wird – mit umfassender Rechteabtretungs- und Vertraulichkeitsvereinbarung – erhalten die Kandidaten vor Ort am Tag der Aufzeichnung zur Unterschrift. Die Produktionsfirma zahlt die Fahrt- und Hotelkosten für den Kandidaten und je eine Begleitperson.
Auch wenn man bereits Kandidat war, kann man sich weiterhin bewerben und erneut in der Sendung teilnehmen (was zumindest in der deutschen sowie der österreichischen Version mehrmals geschehen ist). Dies gilt jedoch nur, wenn man in der Auswahlrunde gescheitert ist. Sobald man es in die „Mitte“ geschafft hat, ist eine Wiederteilnahme ausgeschlossen. Ausnahmen bilden die Spezialsendungen, durch die es schon zu Mehrfachbeteiligungen kam.
In der englischen Version müssen Kandidaten britische Staatsbürger sein oder eine Aufenthaltsgenehmigung haben und bei der amerikanischen Version einen Wohnsitz in den USA haben. Bei der deutschen Sendung können sich Kandidaten aus dem Ausland bewerben, wenn sie Deutsch können.

### Die Auswahlrunde
Die Kandidaten sitzen halbkreisförmig um die „Mitte“ des Studios, wo das eigentliche Spiel stattfindet. Um in die „Mitte“ zu kommen, müssen die Kandidaten in der „Auswahlrunde“ gewinnen.
Aufgabe der Kandidaten ist es, vier Antworten zu einer Frage in die richtige (chronologische, logische, größenmäßige) Reihenfolge zu bringen. Aus den richtigen Antworten ermittelt ein Computer den schnellsten Kandidaten, der daraufhin in die „Mitte“ kommt. Antwortet kein Kandidat richtig, so wird eine neue Frage gestellt. Ebenso wird eine neue Frage gestellt, wenn zwei (oder mehrere) Kandidaten gleich schnell waren (die Zeit wird auf Hundertstelsekunden genau gemessen). Bei dieser Frage spielen jedoch nur noch die Kandidaten mit, welche die identische Zeit bei der vorherigen Frage hatten. Der Moderator hat drei solcher Fragen bei sich.

### Die „Mitte“
Inmitten des Studios stehen sich die beiden Sitzplätze für den Moderator und den Kandidaten gegenüber. Wenn beide dort Platz genommen haben, beginnt das eigentliche Spiel: Der Kandidat hat nun die Möglichkeit, nacheinander 15 zufällig ausgewählte Fragen zu verschiedenen Wissensgebieten zu beantworten. Diese werden von Stufe zu Stufe entsprechend dem jeweils möglichen Geldgewinn immer schwieriger. Zu jeder Frage werden vier Antwortmöglichkeiten vorgegeben, von denen nur eine richtig ist. Wählt der Kandidat die korrekte Antwortoption, so steigt er eine Gewinnstufe auf und darf die nächste Frage in Angriff nehmen.
Eine besondere Rolle kommt den Fragen 5 und 10 zu: Sie sind so genannte „Sicherheitsstufen“. Werden die Fragen dieser Stufen richtig beantwortet, so hat der Kandidat den entsprechenden Geldbetrag sicher gewonnen und verliert ihn auch nicht mehr. Beantwortet er eine der folgenden Fragen falsch, so fällt er auf die letzte Sicherheitsstufe zurück und beendet das Spiel mit dem Gewinnbetrag der Sicherheitsstufe.
Die Stühle und das Terminal in der Mitte werden nicht während der Überblendung von unten aus dem Boden herausgefahren, sondern von Mitarbeitern hereingetragen und angeschlossen. Dies wird bei der Ausstrahlung der Sendung nicht gezeigt.

### Die Joker
Jedem Kandidaten stehen drei bis vier Joker (engl. lifelines) zur Verfügung:
- Der Fünfzig-fünfzig-Joker: Zwei falsche Antwortmöglichkeiten werden zufällig gelöscht.
- Der Publikumsjoker: Das Publikum im Studio kann beim Publikumsjoker über Druckknöpfe (A, B, C, D) abstimmen, welche es für die richtige Antwort hält. Wer nicht abstimmt, wird bei der Bekanntgabe der Prozentzahlen nicht mitgezählt.
- Der Telefonjoker: Der Kandidat kann einen von drei vorher angegebenen Freunden/Bekannten anrufen und ihm die Frage innerhalb von 30 Sekunden stellen (und darauf hoffen, dass der Angerufene die richtige Antwort kennt). Da die Sendung nicht live im Fernsehen zu sehen ist, kennt der Telefonjoker die Frage erst dann, wenn er sie durch das Vorlesen des Kandidaten am Telefon hört. Er hat daher auch nur wenige Sekunden Zeit, die Antwort zu recherchieren. Eine relativ neue Option ist, einen unbekannten Menschen anrufen zu können. Der Kandidat kann sich aussuchen, welches Geschlecht die Person haben soll und in welcher Stadt sie wohnt. Die Regeln sind identisch denen des normalen Telefonjokers.
- Frage tauschen: Ab einer gewissen Stufe kann eine Frage gegen eine andere desselben Schwierigkeitsgrads getauscht werden. Eine Rückkehr zur vorherigen Frage ist nicht mehr möglich. Dieser Joker steht nicht in allen Landesvarianten der Sendung zur Verfügung.
- Zusatzjoker: Der Zusatzjoker steht nur den Kandidaten der deutschen Version zur Verfügung, die im Gegenzug auf die Sicherheitsstufe von 16.000 Euro verzichten (die sog. Risikovariante). Diese Entscheidung muss vor der ersten Frage getroffen werden und kann nicht mehr rückgängig gemacht werden. Wird der Joker gespielt, dürfen alle Studiogäste, die glauben, die Frage beantworten zu können, aufstehen. Der Kandidat in der Mitte kann irgendeine dieser Personen auswählen und deren Vorschlag anhören. Der Kandidat muss die Antwort nicht übernehmen. Stimmt die Antwort des Befragten, erhält er 500 Euro, auch wenn der Kandidat diese Antwort nicht übernimmt. In der österreichischen Ausgabe besteht der Zusatzjoker stattdessen in der „zweiten Chance“, wobei die Frage einmal falsch beantwortet und in diesem Fall ein zweiter Versuch unternommen werden darf. Bemerkenswert ist die dadurch entstehende Möglichkeit für den Kandidaten, eine Frage durch Kombination des Zusatzjokers mit dem 50-50-Joker mit Sicherheit richtig zu beantworten.

Prinzipiell können bei jeder Frage auch mehrere Joker verwendet werden, jeder Joker kann im Spiel allerdings nur einmal genutzt werden.
Wenn beim Fünfzig-fünfzig-Joker die vom Kandidaten favorisierte Antwort stehen bleibt, erhöht sich im Gegensatz zur Konstellation beim Ziegenproblem die Gewinnwahrscheinlichkeit nicht, wenn der Kandidat sich für die andere Antwort umentscheidet. Dies liegt daran, dass die Auswahl der wegfallenden Antworten nicht von der Vorauswahl des Kandidaten beeinflusst wird; im Gegensatz zum Ziegenproblem ist es auch möglich, dass eine favorisierte Antwortmöglichkeit vom Computer herausgenommen wird.

### Ende des Spiels
Es gibt drei Möglichkeiten, das Spiel zu beenden:
- Falsche Antwort: Der Kandidat gibt eine falsche Antwort. Sollte ihm dies nach einer richtig beantworteten Frage 5 oder 10 (Sicherheitsstufen) passieren, so bekommt er den Gewinnbetrag der jeweils letzten Sicherheitsstufe.
- Aussteigen: Wenn der Kandidat sich außerstande sieht, eine Frage zu beantworten, kann er sich jederzeit dazu entschließen, das Spiel zu beenden und den bis dahin erspielten Betrag mitzunehmen.
- Hauptgewinn: Sollte der Kandidat die letzte Frage (Frage 15) richtig beantworten, ist er Besitzer des Hauptgewinns und das Spiel ist für ihn ebenfalls beendet.

Sobald ein Kandidat das Spiel in der „Mitte“ beendet, beginnt eine weitere Auswahlrunde und ein neuer Kandidat bekommt die Chance auf den Hauptgewinn. Wer es nicht geschafft hat, in die Mitte zu kommen, darf sich frühestens drei Monate nach Ausstrahlung der Sendung wieder bewerben.
Sollte ein Kandidat am Ende der Sendung das Spiel nicht auf eine der oben genannten Arten beendet haben, so spielt er in der nächsten Sendung beim erreichten Geldbetrag als so genannter „Überhangkandidat“ weiter, wobei man immer mit der Beantwortung einer Frage die Sendung beendet und mit einer neuen Fragestellung die nächste Sendung beginnt. Manchmal ist aber auch die Sendung direkt nach der Ermittlung des Kandidaten durch die Auswahlfrage zu Ende, ohne dass auch nur eine Frage gestellt wurde. Es ist auch schon vorgekommen, dass nach dem Stellen der Auswahlfrage die Sendung zu Ende war, obwohl niemand die richtige Reihenfolge hinbekommen hatte. Die noch anwesenden Kandidaten hatten so ihre Chance wortwörtlich „verspielt“. Des Weiteren kann es vorkommen, dass ein Überhangkandidat die gesamte Sendezeit verbraucht und das Spiel dabei nicht oder erst unmittelbar vor dem Ende der Sendezeit beendet. Die bereitstehenden „neuen“ Kandidaten, die somit keine Chance auf eine Auswahlfrage haben, dürfen dann jedoch in einer späteren Sendung wieder antreten.

## Internationale Ausgaben
| Land                                | Internationaler Name                                                                             | deutsche Übersetzung                                                                                     | Produktionsjahre                                   |
| ----------------------------------- | ------------------------------------------------------------------------------------------------ | --- | -------------------------------------------------- |
| Albanien, Kosovo, Nordmazedonien    | „Kush do të bëhet Milioner?“                                                                     | „Wer wird Millionär?“                                                                                    | 2008–2012 2014                                     |
| Afghanistan (paschtunische Ausgabe) | څوك غواري چې شي میلیونر؟ (Sok Ghwari Chi Shi Millonar?)                                          | | 2008–2011                                          |
| Afghanistan (persische Ausgabe)     | کی ميخواهد میلیونر شود؟ (Ke Mekhowahad Milyoner Shawad?)                                         | „Wer möchte Millionär werden?“                                                                           | 2010–2011                                          |
| Argentinien                         | „¿Quién quiere ser millonario?“                                                                  | „Wer will Millionär sein?“                                                                               | 2000–2002 2019–                                    |
| Chile                               | „¿Quién quiere ser millonario?“                                                                  | „Wer will Millionär sein?“                                                                               | 2001–2003 2006–2008 2010 2011–2012 2019–           |
| Costa Rica                          | „¿Quién quiere ser millonario?“                                                                  | „Wer will Millionär sein?“                                                                               | 2009–2013                                          |
| Dänemark                            | „Hvem vil være millionær?“                                                                       | „Wer möchte Millionär sein?“                                                                             | 1999–                                              |
| Deutschland                         | Wer wird Millionär?                                                                              | Wer wird Millionär?                                                                                      | 1999–                                              |
| Ecuador                             | „¿Quién quiere ser millonario?“                                                                  | „Wer will Millionär sein?“                                                                               | 2001–2011 2012                                     |
| El Salvador                         | „¿Quién quiere ser millonario?“                                                                  | „Wer will Millionär sein?“                                                                               | 2010–2014                                          |
| Finnland                            | „Haluatko miljonääriksi?“                                                                        | „Möchten Sie Millionär werden?“                                                                          | 1999–2007 2016–                                    |
| Frankreich                          | „Qui veut gagner des millions?“                                                                  | „Wer will Millionen gewinnen?“                                                                           | 2000–2016 2019–                                    |
| Griechenland und Republik Zypern    | „Ποιος θέλει να γίνει εκατομμυριούχος? (Poios thelei na ginei ekatommyriouchos?)“                | „Wer möchte Millionär werden?“                                                                           | 1999–2006 2014–2016                                |
| Indien (Hindi)                      | „Kaun Banega Crorepati?“                                                                         | „Wer wird zehnfacher Millionär werden?“                                                                  | 2000–                                              |
| Indien (Tamil)                      | „Neengalum Vellalam Oru Kodi“ „Kodeeswari“                                                       | „Sie können eine Crore gewinnen“ „Millionär“                                                             | 2012–2016 2019–                                    |
| Italien                             | „Chi vuol essere miliardario?“ „Chi vuol essere milionario?“                                     | „Wer will Milliardär werden?“ „Wer will Millionär werden?“                                               | 2000–2011 2018–                                    |
| Kanada                              | „Who Wants to Be a Millionaire?“                                                                 | „Wer will Millionär sein?“                                                                               | 2000                                               |
| Kolumbien                           | „¿Quién quiere ser millonario?“                                                                  | „Wer will Millionär sein?“                                                                               | 2000–2011 2013–2015                                |
| Kroatien                            | „Tko želi biti miljunaš?“                                                                        | „Wer will Millionär werden?“                                                                             | 2002–2010 2019–                                    |
| Mexiko                              | „¿Quién quiere ser millonario?“                                                                  | „Wer will Millionär sein?“                                                                               | 2010–2012                                          |
| Neuseeland                          | „Who Wants to Be a Millionaire?“                                                                 | „Wer will Millionär sein?“                                                                               | 2008                                               |
| Niederlande                         | „Lotto Weekend Miljonairs.“ „BankGiro Miljonairs.“                                               | „Wochenend-Lotto-Millionäre.“ „BankGiro-Millionäre.“                                                     | 1999–2008 2011 2019–                               |
| Österreich                          | „Die Millionenshow“ (anfänglich "Alles ist möglich")                                             | „Die Millionenshow“ (anfänglich "Alles ist möglich")                                                     | 2000–                                              |
| Panama                              | „¿Quién quiere ser millonario?“                                                                  | „Wer will Millionär sein?“                                                                               | 2009–2011                                          |
| Peru                                | „¿Quién quiere ser millonario?“                                                                  | „Wer will Millionär sein?“                                                                               | 2001–2002                                          |
| Polen                               | „Milionerzy“                                                                                     | „Millionäre“                                                                                             | 1999–2003 2008–2010 2017–                          |
| Portugal                            | „Quem Quer Ser Millionário?“                                                                     | „Wer will Millionär sein?“                                                                               | 2000–2001 2003–2005 2008 2010–2011 2013–2015 2020– |
| Rumänien                            | „Vrei să fii miliardar?“ „Vrei să fii milionar?“                                                 | „Möchtest du Milliardär werden?“ „Möchtest du Millionär werden?“                                         | 2000–2003 2011–                                    |
| Russland                            | „O, stschastliwtschik!“ „Kto chotschet stat millionerom?“                                        | „Oh, Glückspilz!“ „Wer will Millionär werden?“                                                           | 1999–                                              |
| Schweden                            | „Vem vill bli miljonär?“ „Postkodmiljonären“                                                     | „Wer möchte Millionär werden?“ „Der Postleitzahlenmillionär“                                             | 2000–2003 2005–                                    |
| Schweiz                             | Wer wird Millionär?                                                                              | | 2000–2001 2011                                     |
| Serbien                             | „Želite li da postanete Milioner?“                                                               | „Wollen Sie Millionär werden?“                                                                           | 2002–2011                                          |
| Slowakei                            | „Milionár“                                                                                       | „Millionär“                                                                                              | 2000–2008                                          |
| Slowenien                           | „Lepo je biti milijonar“ „Milijonar z Jonasom“ „Milijonar“                                       | „Es ist schön, Millionär zu sein“ „Millionär mit Jonas“ „Millionär“                                      | 2000–2002 2003–2005 2007–2008 2019–                |
| Spanien                             | „¿Quiere ser millonario?“                                                                        | „Möchten Sie Millionär sein?“                                                                            | 1999–2001 2005–2008 2009 2012 2020–                |
| Südafrika                           | „Who Wants to Be a Millionaire?“                                                                 | „Wer will Millionär sein?“                                                                               | 1999–2005                                          |
| Tschechien                          | „Chcete být milionářem?“ „Milionář“                                                              | „Wollen Sie ein Millionär sein?“ „Millionär“                                                             | 2000–2005 2008 2016–2017                           |
| Türkei                              | „Kim 500 Milyar İster?“ „Kim 500 Bin İster?“ „Kim Bir Milyon İster?“ „Kim Milyoner Olmak İster?“ | „Wer will 500 Milliarden?“ „Wer will 500 Tausend?“ „Wer will eine Million?“ „Wer möchte Millionär sein?“ | 2000–2004 2005–2007 2008–2009 2011–                |
| Ungarn                              | „Legyen Ön is milliomos!“                                                                        | „Werden auch Sie Millionär!“                                                                             | 2000–2010 2012–2013 2019 2024-                     |
| Uruguay                             | „¿Quién quiere ser millonario?“                                                                  | „Wer will Millionär sein?“                                                                               | 2001–2002                                          |
| Venezuela                           | „¿Quién quiere ser millonario?“                                                                  | „Wer will Millionär sein?“                                                                               | 2000–2017                                          |
| Vereinigtes Königreich              | „Who Wants to Be a Millionaire?“                                                                 | „Wer will Millionär sein?“                                                                               | 1998–2014 2018–                                    |
| Vereinigte Staaten                  | „Who Wants to Be a Millionaire?“ „Who Wants to Be a Super Millionaire?“                          | „Wer will Millionär sein?“ „Wer will Super Millionär sein?“                                              | 1999–2019 2020–                                    |
| Vietnam                             | „Ai Là Triệu Phu??“                                                                              | „Wer ist Millionär?“                                                                                     | 2005–                                              |

Roter Kasten: Sendung eingestellt.

## Deutschsprachige Ausgaben

### Deutschland
Am bekanntesten ist die deutsche Ausgabe, die unter dem Titel Wer wird Millionär? seit 1999 von dem Kölner Privatsender RTL ausgestrahlt wird. Die Sendung wird von Günther Jauch moderiert. Wöchentlich dienstags werden zwei Sendungen in Studio 7 der nobeo GmbH in Hürth bei Köln aufgenommen und am folgenden Freitag und Montag gesendet.

### Schweiz
2001 gab es die Sendung unter dem Titel Wer wird Millionär? auch in der Schweiz. Sie wurde von dem Schweizer Privatsender TV3 ausgestrahlt, Moderator war der Kabarettist René Rindlisbacher. Mit der Einstellung des Sendebetriebs von TV3 Ende 2001 verschwand die Sendung für zehn Jahre in der Schweiz von den Bildschirmen, bis der Privatsender 3+ im November 2011 das Quiz ins Programm nahm und die Sendung wieder in der Schweiz ausstrahlte, allerdings mit dem Moderator Claudio Zuccolini.

### Österreich
Zu Beginn hieß die Show Alles ist möglich – Die 10-Millionen-Show, der Hauptgewinn betrug 10 Millionen österreichische Schilling (etwa 720.000 Euro). Erster Moderator der im Januar 2000 gestarteten Sendung war Rainhard Fendrich, Barbara Stöckl moderierte von Mai 2000 bis September 2002. Seit der Einführung des Euro beträgt auch in Österreich der Höchstgewinn 1.000.000 Euro, die Gewinnstufen unterscheiden sich jedoch teilweise von denen der deutschen Version. Seit Oktober 2002 moderiert Armin Assinger – ein ehemaliger österreichischer Skirennläufer – die Show.

## Anderssprachige Ausgaben

### Albanien/Kosovo/Nordmazedonien
Am 15. Dezember 2008 startete die Show in albanischer Sprache mit dem Titel Kush do të bëhet Milioner? („Wer wird Millionär?“). Die Gewinnsumme beträgt 50.000 Euro (in Albanien auch sechs Millionen ALL). Die Show wird im Kosovo vom nationalen Sender RTK, in Albanien vom Privatsender TV KLAN und in Nordmazedonien vom Privatsender TV ALSAT M übertragen. Moderator ist seit dem 1. Januar 2011 Agron Llakaj, der vor allem bei der Satire-Show Portokalli als Moderator beim albanischen Privatsender Top Channel bekannt geworden ist. Die Sendung wird von Grand Media Entertainment produziert.

### Dänemark
In Dänemark wird die Sendung seit 1999 von dem Sender TV2 ausgestrahlt. Die Moderatoren waren u. a. Peter Kær und Jes Dorph-Petersen, aktuell moderiert Hans Pilgaard. Die maximale Gewinnsumme beträgt 1 Mio. Dänische Kronen (etwa 135.000 Euro).

### Finnland
In Finnland wurde die Sendung seit September 1999 unter dem Titel Haluatko miljonääriksi? („Möchten Sie Millionär werden?“) auf dem Kanal Nelonen mit dem Moderator Lasse Lehtinen ausgestrahlt. 2005 wechselte die Sendung auf den Kanal MTV3 mit Ville Klinga als Moderator, 2007 wurde sie eingestellt. Höchstgewinn waren zunächst 1.000.000 Finnische Mark (etwa 160.000 Euro), nach der Umstellung auf Euro dann 200.000 Euro. Der höchste ausgezahlte Gewinn lag bei 70.000 Euro.

### Frankreich
In Frankreich wurde die Sendung unter dem Namen Qui veut gagner des millions? („Wer will Millionen gewinnen?“) vom 3. Juli 2000 bis zum 1. Januar 2016 auf TF1 ausgestrahlt. Quizmaster war Jean-Pierre Foucault. 2019 wurde die Ausstrahlung mit Camille Combal als neuem Moderator wieder aufgenommen. Die Sendung wird montags bis freitags im Vorabendprogramm ausgestrahlt.

### Indien
Die indische Ausgabe von Wer wird Millionär? mit dem Namen Kaun Banega Crorepati („Wer wird Zehn-Millionen-Millionär werden“ – 1 Crore = 10 Mio.) hatte bisher zwei auch in Deutschland bekannte Moderatoren. Es handelt sich um die vor allem aus Bollywood-Filmen bekannten Schauspieler Amitabh Bachchan und Shahrukh Khan. Bachchan moderierte die Sendung zunächst von 2000 bis 2002 und nochmals von 2005 bis 2006. Ab 2007 übernahm dann Khan die Moderation der Sendung. Die Höchstgewinnsumme in Indien beträgt 20 Millionen Indische Rupien (etwa 350.000 Euro). Allerdings beendete Khan den Vertrag mit der Sendung aufgrund zu niedriger Gagen und klagte. Die Sendung spielt eine entscheidende Rolle in dem von Vikas Swarup geschriebenen Roman Rupien! Rupien! und dem darauf basierenden und mit acht Oscars ausgezeichneten Spielfilm Slumdog Millionär (2008). Die erste Quizfrage – die im Film gestellt wird – bezieht sich auf den früheren Moderator Bachchan, der später auch einen Cameo-Auftritt hat.

### Italien
In Italien wurde das Quiz vom 22. Mai 2000 bis 29. Juli 2011 von Canale 5 ausgestrahlt. Bis 2002 hieß es Chi vuol essere miliardario? („Wer möchte Milliardär werden?“), seit der Euroumstellung Chi vuol essere milionario?. Ende November 2018 wurde die Sendung wieder aufgenommen. Quizmaster ist Gerry Scotti.

### Kroatien
In Kroatien heißt die Sendung Tko želi biti miljunaš? („Wer will Millionär werden?“). Diese wird von Tarik Filipović moderiert. Die Sendung lief initial mit sieben Staffeln von 2002 bis 2010, daraufhin wurde die Sendung eingestellt. Die Sendung lief damals jeden Donnerstag und Sonntag um 20:15 auf HRT1. Damals hat nur eine Person (Mira Bićanić) den Hauptgewinn von 1.000.000 Kroatische Kuna (nach heutigem Wechselkurs 132.722,81 Euro) gewonnen. Seit dem 19. September 2019 läuft die Sendung wieder, diesmal allein donnerstags um 20:05 Uhr auf HRT1.
Mit dem Beitritt Kroatiens zur Eurozone wurde der Hauptgewinn auf 150.000 Euro umgestellt.

### Niederlande
In den Niederlanden moderierte von 1999 bis 2008 Robert ten Brink und 2011 Jeroen van der Boom auf dem Sender RTL 4 die Sendung Lotto Weekend Miljonairs. Der Hauptpreis betrug auch hier 1.000.000 Euro. Am 15. Oktober 2011 wurde die Sendung eingestellt.

### Polen
Hauptartikel: Milionerzy
In Polen heißt die Sendung Milionerzy („Millionäre“) und wird vom polnischen Privatsender TVN übertragen. Die erste Sendung lief am 3. September 1999 mit Hubert Urbański an und wurde bis 26. Januar 2003 gesendet. Seit dem 19. Januar 2008 wird die Sendung wieder produziert. Auch bei der polnischen Edition ist Endemol beteiligt. In Polen gelang es bisher nur einem Kandidaten die eine Million Złoty (umgerechnet 234.208 Euro) zu gewinnen. Statt der üblichen 15 Fragen gibt es jedoch nur zwölf zu beantworten.

### Portugal
Die portugiesische Version der Sendung hieß „Quem Quer Ser Millionário“ und wurde vom Moderator Jorge Gabriel präsentiert. Die Sendung hatte eine Sendelänge von 50 Minuten. Seit Juli 2010 wird eine veränderte Version der Sendung unter dem Namen „Quem Quer Ser Milionário – Alta Pressão“ („Wer wird Millionär – Hochdruck“) ausgestrahlt. Die Sendung wird moderiert von José Carlos Malato und dessen Konzept unterscheidet sich vom Originalformat. Die Kandidaten qualifizieren sich in der Auswahlrunde über eine Schätzfrage. Jeder Kandidat hat die Chance einmal in die Mitte zu kommen. Allerdings fehlen alle Joker und jeder Kandidat hat nur eine bestimmte Zeit um eine Frage zu beantworten. Kann er diese nicht beantworten, so kann er die Frage an einen anderen Kandidaten weitergeben. Lehnt er das ab, so scheidet der Kandidat aus dem Quiz aus. „Quem Quer Ser Milionário – Alta Pressão“ läuft auf dem portugiesischen Sender RTP1 und RTPi.

### Rumänien
In Rumänien wurde die Show von 2000 bis 2003 unter dem Namen Vrei să fii miliardar? („Willst Du Milliardär werden?“) über den Sender Prima TV ausgestrahlt. Nach der Währungsreform wurde sie umbenannt und vom 24. August 2011 bis 29. November 2012 unter der Bezeichnung Vrei să fii milionar? („Willst Du Millionär werden?“) ausgestrahlt über den Sender Kanal D. Seit 22. März 2014 wird die aktuelle Version wieder über Prima TV ausgestrahlt.

### Russland
In Russland heißt die Show Кто хочет стать миллионером? (Kto chotschet stat millionerom?; „Wer will Millionär werden?“) und wird auf dem russischen Sender Perwy kanal (bis 2002 ORT genannt) ausgestrahlt und von Dmitri Dibrow (bis November 2008 von Maxim Galkin) moderiert.
Die Premiere der TV-Show erfolgte am 1. Oktober 1999 auf dem Sender NTW (kyrillisch: HTB). Anfangs hieß die Sendung О, счастливчик! (O, stschastliwtschik!; „Oh, Glückspilz!“) und wurde von Dibrow moderiert. Durch die hohe Popularität im russischen Fernsehen bekam die Show einen russischen TEFI-Preis.
2001 zog die Show auf den Perwy kanal und änderte den Namen in „Кто хочет стать миллионером?“, außerdem wurde sie seitdem durch Galkin moderiert, der aber im November 2008 wieder durch Dibrow abgelöst wurde.
Seit September 2005 kann man hier statt bisher einer Million nunmehr 3 Millionen Rubel (entspricht knapp 42.000 Euro) gewinnen. Zudem wurde es möglich, SMS für die Antworten zu senden. Am 21. Oktober 2006 wurde „Три мудреца“ (s. u.) als Zusatzjoker eingeführt.
Joker
Der Kandidat hat vier Joker zur Auswahl; diese sind:
- 50:50 (Fifty-Fifty)
- Звонок другу (Telefonjoker)
- Помощь зала (Publikumsjoker)
- Право на ошибку (Joker, bei dem man mit einer ersten auch eine zweite Antwort nur geben darf, wenn die erste Antwortmöglichkeit falsch ist)

Millionäre
- Igor Sasejew aus St. Petersburg gewann am 12. März 2001 als erster Kandidat eine Million Rubel (≈ 25.000 Euro).
- Irina und Juri Tschudinowski aus Kirow gewannen am 18. Januar 2003 als zweite Kandidaten eine Million Rubel.
- Swetlana Jaroslawzewa aus Troizk gewann am 19. Februar 2006 als erste Kandidatin drei Millionen Rubel (≈ 75.000 Euro).
- Timur Budajew aus Pjatigorsk gewann am 17. April 2010 als zweiter Kandidat drei Millionen Rubel.
- Bari Alibassow und Alexander „Danko“ Fadejew gewannen am 23. November 2013 als dritte Kandidaten drei Millionen Rubel.
- Timur Solowjow und Julianna Karaulowa gewannen am 2. Dezember 2017 als vierte Kandidaten drei Millionen Rubel.

### Serbien
In Serbien wird die Sendung „Želite li da postanete Milioner?“ („Wollen Sie Millionär werden?“) genannt. Erstmals wurde das Quiz am 6. Mai 2002 auf dem Privatsender RTV BK ausgestrahlt. Danach übernahm der Sender B92 die Rechte und strahlte die Sendung erstmals am 9. April 2009 aus. Die Teilnahmebedingungen besagen, dass die Teilnahme an einer weiteren charakterähnlichen Quizshow innerhalb von mindestens drei Monaten ausgeschlossen ist. Die serbische Ausgabe der Sendung hat seit der Staffel 2008 den vierten Joker eingeführt. Dieser nennt sich „zamena pitanja“ (Frage eintauschen) und berechtigt den Teilnehmer ab der fünften Frage, die gestellte gegen eine auf dem gleichen Schwierigkeitsgrad einzutauschen.

### Südafrika
In Südafrika wurde die Sendung unter dem Namen Who Wants to Be a Millionaire? entsprechend dem britischen Original von 2000 bis 2005 ausgetragen. Moderator war Jeremy Maggs. Die Sendung – die jeweils 30 Minuten dauerte – wurde im öffentlich-rechtlichen Fernsehsender SABC3 ausgestrahlt. Diese wurde auf Englisch ausgestrahlt, war aber zudem auch in Afrikaans geplant.

### Türkei
In der Türkei hieß die Sendung zuerst Kim Beş Yüz Milyar İster? („Wer möchte 500 Milliarden haben?“). Ausgeschrieben sind es 500.000.000.000 Türkische Lira. Nachdem am 1. Januar 2005 die neue türkische Lira (YTL) als die neue Währungseinheit in der Türkei eingeführt wurde, hieß die Sendung Kim Beş Yüz Bin İster? („Wer möchte 500.000 haben?“; etwa 103.000 Euro), da eine neue Lira (1 YTL) dem Wert von 1.000.000 alten Lira (1.000.000 TL) entsprach. Die Sendung Kim Beş Yüz Milyar İster? wurde zunächst auf Show TV und später auf Kanal D von Kenan Işık moderiert. Nach der Umbenennung zu Kim Beş Yüz Bin İster? wurde diese immer noch von Kenal Işık moderiert, doch wieder auf Show TV ausgestrahlt. Später übernahm Haluk Bilginer. Bisher gab es noch niemanden, der den Höchstgewinn erreichen konnte.
Nach ein paar Jahren wurde die Sendung unter dem Namen Kim 1 Milyon İster? („Wer möchte eine Million haben?“) auf Star TV ausgestrahlt. Moderator war Kenan Işık.
Seit dem 2. August 2011 wird die aktuelle Version unter Kim Milyoner Olmak Ister? („Wer will Millionär werden/sein?“) ausgestrahlt. Der Hauptgewinn beträgt dem Titel gerecht eine Million Türkische Lira (derzeit ca. 128.000 Euro). Diese wird von Kenan Işık moderiert und auf dem Privatsender ATV ausgestrahlt. Nachdem Işık am 21. März 2014 an einer Hirnblutung erkrankte, moderierten pro Folge Freunde und Wegbegleiter Işıks die Sendung. Insgesamt waren es 26 Freunde und Wegbegleiter, wie zum Beispiel Acun Ilıcalı. Meltem Cumbul war die erste und bisher einzige Frau, die eine Folge moderierte. Seit dem Start der vierten Staffel am 15. September 2014 wird die Sendung von Selçuk Yöntem moderiert, der vorher schon eine Folge der Sendung moderierte.

### Ungarn
In Ungarn lief die Sendung unter dem Titel Legyen Ön is milliomos! („Werden auch Sie Millionär!“). Die Show wurde erstmals am 29. Februar 2000 ausgestrahlt und am 17. September 2009 eingestellt. Quizmaster war während der gesamten Ausstrahlung István Vágó. Die Sendung wurde später wieder aufgenommen und läuft mit dem internationalen neuen Design. Seit 2024 moderiert László Palik, ehemaliger ungarischer Sportkommentator der Formel-1, die Sendung.

### Vereinigte Staaten
In den Vereinigten Staaten gab es – neben dem „normalen“ Who Wants to Be a Millionaire? – eine Variante der Quiz-Show mit höheren Gewinnen, die unter dem Titel Who Wants to Be a Super Millionaire? lief. In dieser Version konnten bis zu 10.000.000 US-Dollar gewonnen werden.
Eine Besonderheit in dieser Version waren zwei zusätzliche Joker. Neben den drei normalen Jokern (50:50, Telefon-Joker und Publikums-Joker) kamen ab einem Gewinn von 100.000 US-Dollar zwei weitere Joker hinzu:
- „Three Wise Men“ – „Die drei Weisen“, eine Expertenrunde, die innerhalb von 30 Sekunden antworten musste
- „Double Dip“ – „Doppeltes Tunken“, die Möglichkeit, zweimal zu raten.

Diese Variante wurde lediglich 2004 zwölfmal ausgestrahlt.
Von 1999 bis 2002 dauerte die normale Sendung eine Stunde, wurde bei ABC ausgestrahlt und von Regis Philbin moderiert. Seitdem wurde nur Super Millionaire und ein Zehn-Jahres-Jubiläum so ausgestrahlt, jedoch wird seit 2002 die Hauptsendung syndiziert, als Folgen mit einer Laufzeit von einer halben Stunde ausgestrahlt, die Auswahlrunde nicht mehr benutzt und seit 2002 von Meredith Vieira moderiert.
Ab der 3. Syndizierten Staffel bis zum Ende der 6. Staffel (2004–2008) wurden die Stufen wenig verändert, jedoch kam ab einem Gewinn von 25.000 US-Dollar ein Zusatzjoker namens „Switch the Question“ („Frage tauschen“) hinzu. Dieser ermöglichte dem Kandidaten das Beantworten einer gleichwertigen anderen Frage, wenn er die gestellte Frage nicht beantworten konnte. Die Gewinnstufen wurden bis zur 7. Staffel nicht verändert, jedoch wurden andere Regeln eingeführt.
Die siebte und achte Staffel benutzten zeitliche Begrenzungen für jede Frage. Ab der ersten bis zur fünften Frage hatte der Kandidat nur fünfzehn Sekunden Zeit die Frage zu beantworten. Ab der sechsten bis zur zehnten hatte er dreißig Sekunden pro Frage und ab der 50.000- bis zur 500.000-Dollar-Frage gab es 45 Sekunden pro Frage. Das Zeitlimit für die Million-Dollar-Frage war 45 Sekunden plus jede Sekunde, die der Kandidat während der anderen Fragen einsparte. Die Uhr blieb stehen, wenn man einen Joker benutzte, aber falls ein Kandidat keine Zeit mehr hatte, musste er aussteigen.
Die Joker wurden auch für diese „Uhr-Version“ verändert. Es gab noch „Ask the Audience“ (Publikumsjoker) und „Phone a Friend“ (Telefonjoker), aber „50:“ wurde durch „Double Dip“ von Super Millionaire ersetzt, damit man für eine Frage zwei Antwortmöglichkeiten geben konnte. Der Kandidat durfte jedoch nicht aussteigen, falls er sich entschloss, diesen Joker zu benutzen. Falls er keine Zeit mehr hatte ein zweites Mal zu raten, wurde so gewertet, als wenn der Kandidat eine falsche Antwort gegeben hätte. Den Zusatzjoker bekam ein Kandidat dann nach fünf Fragen statt zehn, aber „Switch the Question“ wurde durch „Ask the Expert“ („den Experten fragen“) ersetzt. Mit diesem Joker durfte der Kandidat einen „Gastexperten“ skypen – entweder einen Prominenten oder einen ehemaligen Kandidaten – und miteinander diskutieren, solange der Kandidat wollte. Im Januar 2010 wurde „Phone a Friend“ herausgenommen, und ein Kandidat durfte „Ask the Expert“ vom Anfang des Spiels benutzen.
Ab der 9. Staffel wurde die Sendung stark verändert. Die Uhr und die meisten alten Joker wurde abgeschafft, stattdessen wurde die „Mischen-Version“ eingeführt. Seitdem gibt es vierzehn Fragen in zwei unterschiedlichen Runden – „Round 1“ dauert bis zur zehnten Frage, und „Round 2“ beinhaltet nur die letzten vier. Es gibt keine Sicherheitsstufen mehr, sondern zwei Trostpreise. In „Round 1“ werden alle Fragen hinsichtlich Gewinnhöhe und Schwierigkeitsgrad zufällig gezogen. Das bedeutet, die erste Frage könnte die leichteste oder schwierigste in der Gruppe sein (oder dazwischen) und könnte mindestens 100 US-Dollar oder maximal 25.000 US-Dollar wert sein. Der tatsächliche Gewinn wird aber erst dann angezeigt, wenn die Frage richtig beantwortet wurde, vorher ist dies dem Kandidaten nicht bekannt. Die Gewinnbeträge werden während der „Round 1“ gesammelt, der Kandidat kann jederzeit aussteigen, jedoch nur mit der Hälfte seines angesammelten Geldes. Beantwortet er eine Frage falsch, bekommt er einen Trostpreis in Höhe von 1000 US-Dollar. 33.500 US-Dollar ist der größte Gewinnbetrag, mit dem ein Kandidat aussteigen kann, ohne „Round 2“ zu erreichen.
„Round 2“ heißt „Classic Millionaire“ und enthält nur die vier schwierigsten Fragen der Gruppe. Jede gestellte Frage ist hier schwieriger und mehr wert als die davor gestellte. Der Kandidat darf nun mit seinem ganzen gesammelten Geld aussteigen. Beantwortet er eine Frage falsch, bekommt er einen Trostpreis in Höhe von 25.000 US-Dollar.
In der „Mischen-Version“ gibt es drei Joker: einen „Ask the Audience“ und zwei „Jump the Question“ („Frage überspringen“). „Jump the Question“ ermöglicht es dem Kandidaten eine Frage zu überspringen, er erhält dann jedoch keinen Geldgewinn für diese einzelne Frage. In „Round 1“ ist hier Vorsicht geboten, da nicht ersichtlich ist, auf welchen Geldbetrag man verzichten würde. In „Round 2“ kann zum Beispiel gezielt die 100.000-Dollar-Frage übersprungen werden, um die 250.000-Dollar-Frage gestellt zu bekommen. „Jump the Question“ darf nicht bei der Million-Dollar-Frage benutzt werden.
Am 17. Mai 2019 wurde das Format nach 20 Staffeln eingestellt; die letzte Folge wurde am 31. Mai 2019 ausgestrahlt.

### Vereinigtes Königreich
Seit dem 18. August 2007 wurden im Vereinigten Königreich nur noch zwölf Fragen gestellt, davor gab es auch hier 15 Fragen. Diese Sendung wurde zu Anfang 2014 eingestellt. Am 5. Mai 2018 wurde sie als 20-Jahre-Special eine Woche lang – mit dem Moderator Jeremy Clarkson – wieder ausgestrahlt.
Hust-Skandal
Im September 2001 wurde in der britischen Fassung der Sendung dem Kandidaten Major Charles Ingram der Hauptgewinn von 1.000.000 britische Pfund nachträglich aberkannt, da ihm Tecwen Whittock – danach ebenfalls Teilnehmer der Show – sowie seine Frau – als Begleitperson im Publikum – durch Hust- und Räusperzeichen bei mehreren Fragen geholfen hatten. Auffallend war, dass Ingram z. B. jede Frage, auf die er keine sofortige Antwort wusste, laut wiederholte und auf die Zeichen wartete sowie dass er eine Antwort, die er bereit war zu geben, plötzlich verwarf und eine andere in Erwägung zog.

### Vietnam
In Vietnam heißt die Sendung Ai Là Triệu Phú? („Wer ist Millionär?“). Die Teilnehmer haben wie in der deutschen Version vier Joker, wobei der Zusatzjoker erst ab der 6. Frage verwendet werden kann und nicht auf die zweite Sicherheitsstufe (22.000.000 Vietnamesischer Đồng) verzichten muss. Der Höchstgewinn liegt allerdings nur bei 150.000.000 VND, was rund 6100 Euro entspricht (Stand: Juni 2015).